# إدموند بندلتون
إدموند بندلتون (بالإنجليزية: Edmund Pendleton)‏ هو قاضي ومحامي أمريكي، ولد في 9 سبتمبر 1721 في مقاطعة كارولاين في الولايات المتحدة، وتوفي بنفس المكان في 23 أكتوبر 1803.

## وصلات خارجية
- إدموند بندلتون على موقع الموسوعة البريطانية (الإنجليزية)